# Ålandsbanken
Ålandsbanken är en finländsk affärsbank och bankkoncern med ca 1100 anställda och verksamhet på Åland, i Finland och i Sverige. Banken grundades 1919 och börsnoterades 1942. VD och koncernchef sedan 2008 är Peter Wiklöf.

## Historik

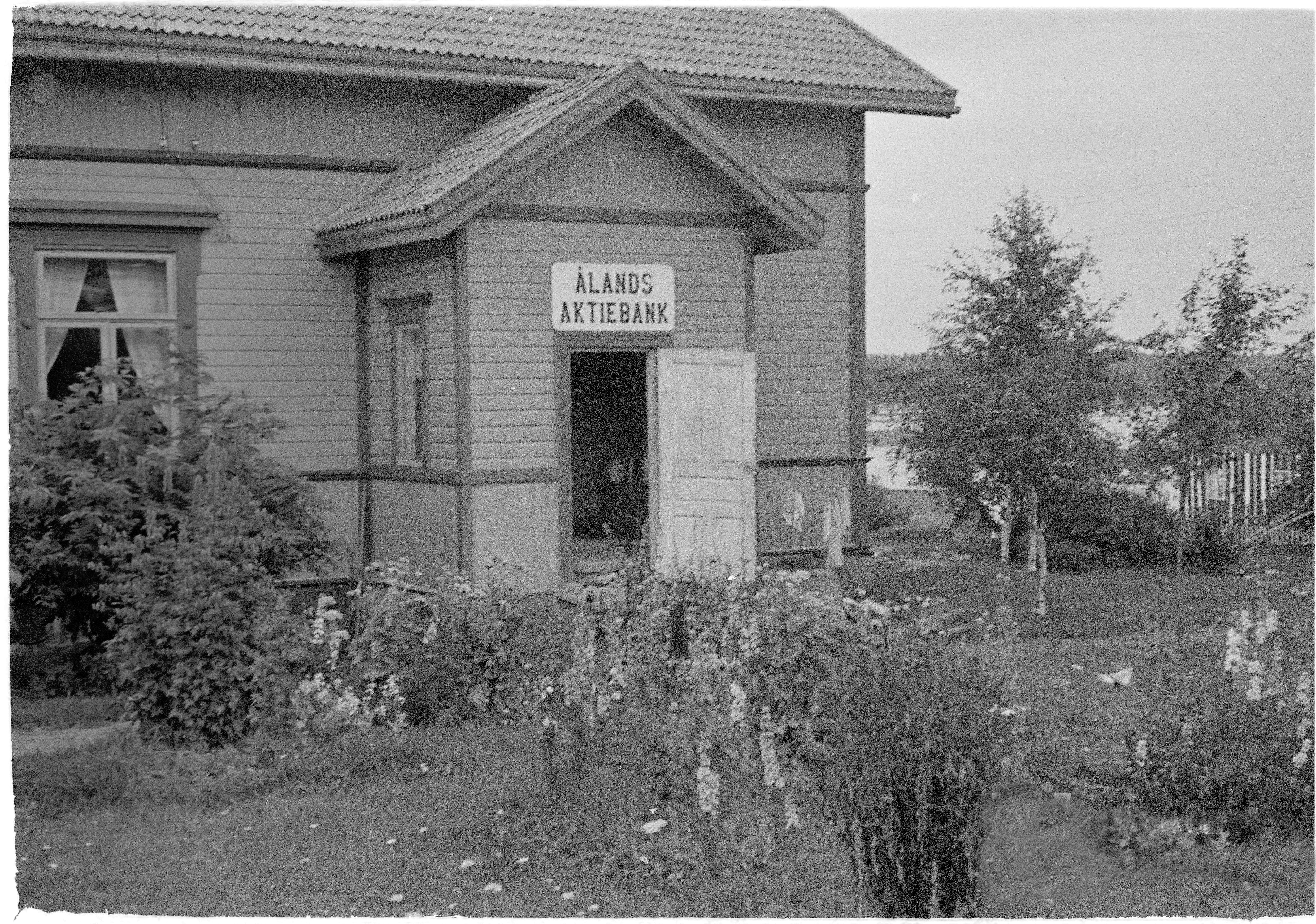
Ålands Aktiebank. Bilden är tagen någon gång mellan 1939 och 1945.

Ålandsbanken grundades 1919 under namnet Ålands Aktiebank. Sedan 1942 har banken varit registrerad på Helsingforsbörsen. Under 1990-talet etablerade Ålandsbanken sig i Finland och i mars 2009 etablerade sig banken i Sverige genom förvärvet av isländska Kaupthing Bank Sverige AB.

### Etableringen i Sverige
I oktober 2008 förstatligades Kaupthing hf på Island och aktierna i dotterbolaget Kaupthing Bank Sverige AB togs i pant av Sveriges riksbank. I mars 2009 förvärvade Ålandsbanken Abp huvuddelen av Kaupthings svenska verksamhet.
Ålandsbanken betalade 388 miljoner kronor för bolagen Kaupthing Bank Sverige AB, Kaupthing Fonder AB och Alpha Management Company S.A, med en total balansomslutning på 5 miljarder kronor och ett eget kapital på 832 miljoner kronor. Förvärvet omfattade verksamheten inom private banking, förmögenhetsförvaltning och institutionell aktiehandel. Huvuddelen av utlåningsverksamheten till företag ingick inte i affären, utan överfördes till moderbolaget Kaupthing hf. Det likviditetsstöd som Kaupthing Bank Sverige AB erhållit från Riksbanken hösten 2008 återbetalades i sin helhet. Kaupthing Bank Sverige AB namnändrades till Ålandsbanken Sverige AB.

#### Historik för Ålandsbanken Sverige AB
Bankaktiebolaget Ålandsbanken Sverige AB, som är ett helägt dotterbolag till åländska Ålandsbanken Abp, har en historia som sträcker sig mer än hundra år bakåt i tiden, nämligen till Jämtlands Folkbank som grundades redan 1879. Jämtlands Folkbank gick senare ihop med Penningmarknadsmäklarna och bildade JP Bank, som i sin tur gick samman med Matteus Fondkommission och bildade Matteus Bank. År 2001 fusionerades Matteus Bank och Nordiska Fondkommission och skapade på så sätt Bankaktiebolaget JP Nordiska. År 2002 blev bolaget uppköpt och namnändrades till Kaupthing Bank Sverige AB, som förvärvades av åländska Ålandsbanken Abp i mars 2009.

## Verksamhet

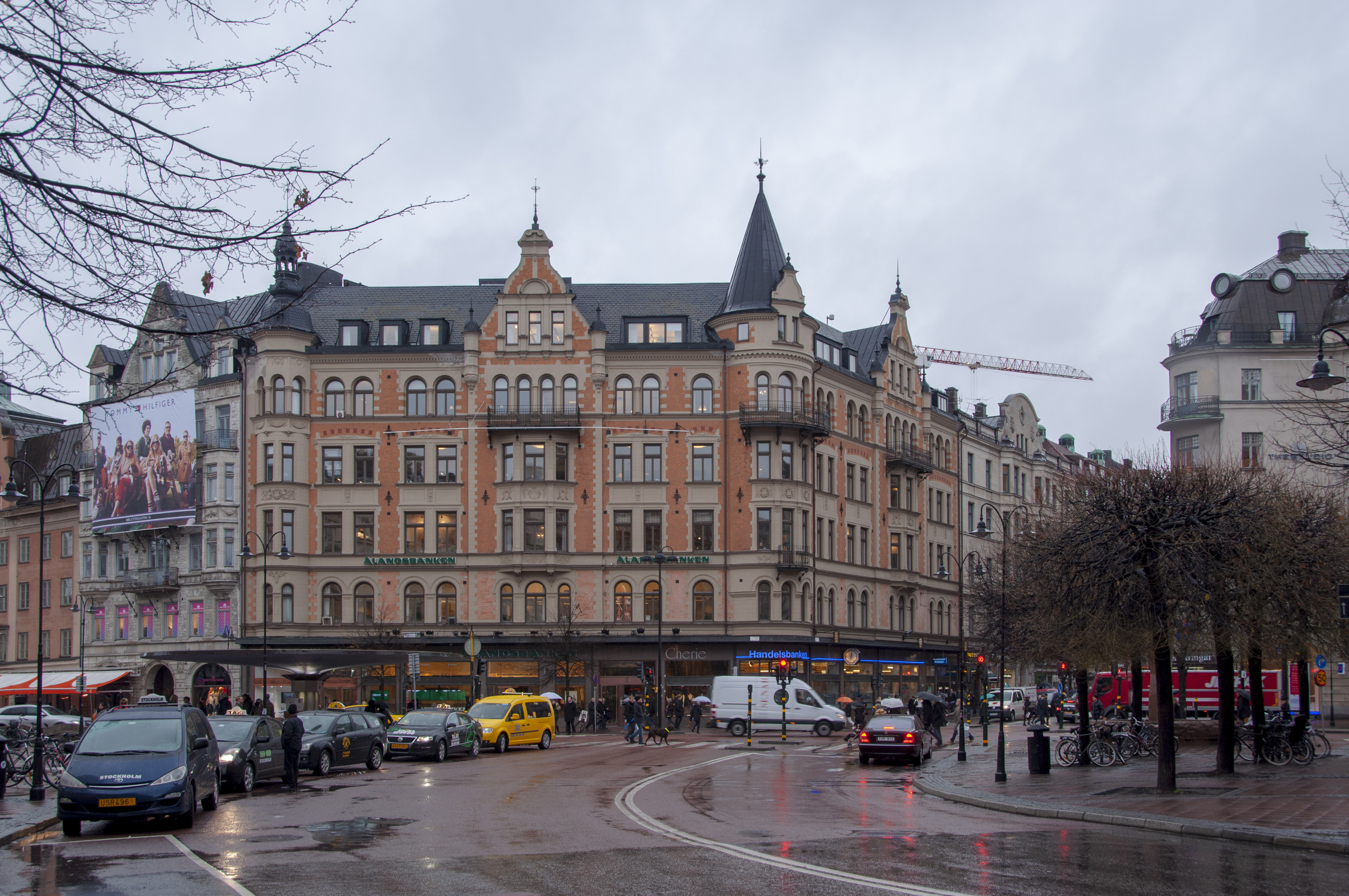
Bankens svenska huvudkontor vid Stureplan i Stockholm.

Ålandsbanken bedriver bankverksamhet från totalt 11 bankkontor och har 75 000 kunder i Finland och omkring 15 000 kunder i Sverige. På den finländska marknaden är Ålandsbanken en fullservicebank med fokus på private banking och premium banking. I Sverige är Ålandsbanken Sverige AB en mer utpräglad nischbank med private banking, förmögenhetsförvaltning och aktiemäkleri som huvudsakliga affärsområden. 
På Åland har Ålandsbanken förutom huvudkontoret 2 bankkontor. I Finland ligger kontoren i Helsingfors, Pargas, Tammerfors, Uleåborg, Vasa, Åbo och Uleåborg. I Sverige är kontoren belägna i Göteborg, Malmö och Stockholm.
Till koncernen hör helägda Crosskey Banking Solutions Ab Ltd, som är en nordisk leverantör av banksystem med ca 400 anställda och kontor i Mariehamn, Stockholm, Helsingfors och Åbo. Ett annat dotterbolag är Ålandsbanken Fondbolag Ab.
Huvudkontoret för koncernen ligger i Mariehamn på Åland. Det svenska huvudkontoret är beläget i fastigheten Stureplan 19, uppförd 1893–95 och med en fasad ritad av arkitekterna Carl Kleitz och Edward Ohlsson, i centrala Stockholm.

## Nyckeltal
- Intäkter: 216 miljoner €
- Rörelsevinst: 65,0 milj. €
- Balansomslutning: 4 925 milj. €
- Kapitaltäckningsgrad: 15,2 %
- Avkastning på eget kapital ROE: 17,9 %
- Antal anställda: 1000+ (2024)
- Antal kontor: 11

Uppgifter per 31 december 2024